# Vjekoslav Prpić
Vjekoslav Prpić (Smiljan, 1918. – Zagreb, 1989.) bio je hrvatski novinar, političar i diplomat.

## Životopis
Završio je gimnaziju u Gospiću, te upisao studij prava u Zagrebu. U rujnu 1934. Pristupa vrlo aktivnoj gospićkoj organizaciji KPJ. Još za studija bavi se političkom djelatnošću. Iako je bio izbačen iz Partije na Božić 1940. pod optužbom za trockizam, odmah po početku rata odlazi u partizane.
Od1941. djelovao je u ustanovama i organima ZAVNOH–a, Uređivao je prvi ratni »Vjesnik«. Poslije oslobođenja bio je u visoki funkcionar jugoslavenske savezne vlade za informacije, urednik »Borbe«, direktor Radio Beograda, direktor Tanjuga. Bio je na položaju načelnika Odjela za štampu Predsjedništva Vlade FNRJ, odnosno zamjenika direktora Direkcije za informacije Vlade FNRJ.
Vjekoslav Prpić bio je istaknuti pripadnik one skupine hrvatskih antifašističkih političara, javnih radnika, umjetnika i vojnika, koji su odigrali krupnu ulogu u odbacivanju dogmatskog, lenjinsko-staljinskog socijalizma i jugoslavenskog političkog unitarizma.

### Diplomacija
Godine 1955. postao je članom prve delegacije novinara u posjetu NR Kini.
Bio je dugogodišnji ambasador SFRJ prvo u Beču a zatim i u Bruxellesu.
Nakon dugoga izbivanja iz Hrvatske vratio se u Zagreb. Vratio se na dužnost predsjednika Savjeta za odnose s inozemstvom pri Izvršnom vijeću Sabora SRH.
Bio je prvi predsjednik Savjeta za međunarodne odnose i potpredsjednik Izvršnoga vijeća Sabora SR Hrvatske. Preko ovog Savjeta svojim je angažmanom pokušao priskrbiti Hrvatskoj atribucije i funkcije u sferi vanjske politike, koje su joj i po ondašnjemu ustavu načelno pripadale.